# Плело
Плело́ (фр. Plélo, брет. Pleuloc'h, галло Pléloc) — коммуна во Франции, находится в регионе Бретань, департамент Кот-д’Армор, округ Генган. Центр кантона Плело. 
Население (2019) — 3 242 человека.

## География
Коммуна расположена приблизительно в 390 км к западу от Парижа, в 110 км северо-западнее Ренна, в 15 км к западу от Сен-Бриё, в 3 км от национальной автомагистрали N12.

## Достопримечательности
- Замок Гоэло (XVII век). Исторический памятник с 1990 года[2]
- Церковь Святых Петра и Павла
- Часовня Св. Ке
  - Статуя Св. Ке (XV век). Высота — 125 см; дерево. Исторический памятник с 1988 года[3]
  - 8 кресел (XV век). Исторический памятник с 1989 года[4]

## Экономика
Структура занятости населения:
- сельское хозяйство — 9,6 %
- промышленность — 43,0 %
- строительство — 17,4 %
- торговля, транспорт и сфера услуг — 19,7 %
- государственные и муниципальные службы — 10,3 %

Уровень безработицы (2018) — 8,2 % (Франция в целом —  13,4 %, департамент Кот-д’Армор — 11,5 %). 

Среднегодовой доход на 1 человека, евро (2018) — 22 030 (Франция в целом — 21 730, департамент Кот-д’Армор — 21 230).
В 2007 году среди 1993 человек в трудоспособном возрасте (15—64 лет) 1561 были экономически активными, 432 — неактивными (показатель активности — 78,3 %, в 1999 году было 73,2 %). Из 1561 активных работали 1473 человека (782 мужчины и 691 женщина), безработных было 88 (38 мужчин и 50 женщин). Среди 432 неактивных 177 человек были учениками или студентами, 163 — пенсионерами, 92 были неактивными по другим причинам.

## Демография
Динамика численности населения, чел.

## Администрация
Пост мэра Плело с 2020 года занимает Жереми Мёро (Jérémy Meuro). На муниципальных выборах 2014 года возглавляемый им список победил в 1-м туре, получив 54,31 % голосов.
| Период | Период | Фамилия      | Партия                         | Примечания                            |
| ------ | ------ | ------------ | ------------------------------ | ------------------------------------- |
| 1971   | 1977   | Ив Ле Кокю   | Союз за французскую демократию |                                       |
| 1977   | 1989   | Иву Энизан   |                                |                                       |
| 1989   | 1995   | Ив Ле Кокю   | Союз за французскую демократию | член Генерального совета департамента |
| 1995   | 1995   | Жан Мишель   |                                |                                       |
| 1995   | 2020   | Патрик Лопен | Социалистическая партия        | руководитель предприятия              |
| 2020   |        | Жереми Мёро  |                                | преподаватель лицея                   |